# Harald Lander
Harald Alfred Bernhardt Stevnsborg Lander (født 25. februar 1905 i København, død 14. september 1971 på Rigshospitalet) var en dansk balletmester og koreograf.
Fra 1932 til 1951 var han chef for Den Kongelige Ballet. Herfra blev han afskediget efter en kontroversiel og meget omtalt sag, som involverede bl.a. kolleger og den konservative undervisningsminister Flemming Hvidberg. Siden skabte Lander sig en karriere som balletchef i Paris. Lander var gift med 3 gange: 1. Margot Lander, 2. Toni Lander og 3. d. 25. august 1965. med Elisabeth Gateau (Lise Lander) f. 14.11.1935 i Paris. Datter af Ragna Finsen og Jean Jacques Gateau.
Som koreograf skabte han i 1947 Etudes med musik af Knudåge Riisager.
Han blev Ridder af Dannebrog 1938, Dannebrogsmand 1948 og modtog Ingenio et arti 1969.
Lander er begravet på Holmens Kirkegård.